# Lijst van coaches van het Bosnisch voetbalelftal (mannen)
Dit is een lijst van bondscoaches van het Bosnisch voetbalelftal mannen.

## Bondscoaches
| Naam               | Land van herkomst               | Begin periode     | Einde periode     | Prijzen | Opmerkingen/Wijze van vertrek                |
| ------------------ | ------------------------------- | ----------------- | ----------------- | ------- | -------------------------------------------- |
| Fuad Muzurovic     | Bosnië en Herzegovina           | 30 november 1995  | 5 november 1997   |         |                                              |
| Džemaludin Mušović | Bosnië en Herzegovina           | 14 mei 1998       | 27 januari 1999   |         |                                              |
| Faruk Hadžibegić   | Bosnië en Herzegovina           | 11 maart 1999     | 9 oktober 1999    |         |                                              |
| Avdo Kalajdžić     | Bosnië en Herzegovina           | 18 augustus 1999  | 18 augustus 1999  |         | Interim                                      |
| Faruk Hadžibegić   | Bosnië en Herzegovina           | 4 september 1999  | 9 oktober 1999    |         |                                              |
| Miso Smajlovic     | Bosnië en Herzegovina           | 24 januari 2000   | 7 oktober 2001    |         |                                              |
| Blaz Sliskovic     | Bosnië en Herzegovina           | 27 maart 2002     | 11 oktober 2006   |         |                                              |
| Fuad Muzurovic     | Bosnië en Herzegovina           | 22 december 2006  | 17 december 2007  |         |                                              |
| Meho Kodro         | Bosnië en Herzegovina           | 5 januari 2008    | 20 mei 2008       |         | Ontslagen, Denijal Piric vervangt hem        |
| Denijal Piric      | Bosnië en Herzegovina           | 18 mei 2008       | 30 juni 2008      |         | Interim                                      |
| Miroslav Blazevic  | Kroatië                         | 10 juli 2008      | 12 december 2009  |         |                                              |
| Safet Susic        | Bosnië en Herzegovina           | 29 december 2009  | 17 november 2014  |         | Ontslagen, Mehmed Bazdarevic vervangt hem    |
| Mehmed Bazdarevic  | Bosnië en Herzegovina           | 13 december 2014  | 19 oktober 2017   |         | Ontslagen, Robert Prosinecki vervangt hem    |
| Robert Prosinecki  | Kroatië                         | 4 januari 2018    | 27 november 2019  |         | Ontslagen, Dušan Bajević vervangt hem        |
| Dušan Bajević      | Bosnië en Herzegovina           | 21 december 2019  | 1 december 2020   |         |                                              |
| Ivaylo Petev       | Bulgarije                       | 27 januari 2021   | 31 december 2022  |         | Ontslagen, Faruk Hadzibegic vervangt hem     |
| Faruk Hadzibegic   | Bosnië en Herzegovina           | 4 januari 2023    | 23 juni 2023      |         | Ontslag genomen, Meho Kodro vervangt hem     |
| Meho Kodro         | Bosnië en Herzegovina           | 3 augustus 2023   | 21 september 2023 |         | Ontslag genomen, Savo Milosevic vervangt hem |
| Savo Milošević     | Servië                          | 29 september 2023 | 16 april 2024     |         |                                              |
| Sergej Barbarez    | Bosnië en Herzegovina Duitsland | 19 april 2024     |                   |         |                                              |

N/FS BiH · A-internationals · Bondscoaches · Statistieken · Bosnisch vrouwenelftal · Bosnië U23 · Bosnië U21 · Bosnië U19 · Bosnië U18 · Bosnië U17 · Bosnië U16
1995 – 1999 ·
2000 – 2009 ·
2010 – 2019 ·
2020 − 2029
WK 2014
1995 · 
1996 · 
1997 · 
1998 · 
1999 · 
2000 · 
2001 · 
2002 · 
2003 · 
2004 · 
2005 · 
2006 · 
2007 · 
2008 · 
2009 · 
2010 · 
2011 · 
2012 · 
2013 · 
2014 · 
2015 · 
2016 · 
2017 · 
2018 ·
2019 ·
2020 ·
2021 ·
2022 ·
2023 ·
2024
Albanië ·
Algerije ·
Andorra ·
Argentinië ·
Armenië ·
Azerbeidzjan ·
Bahrein ·
Bangladesh ·
België ·
Brazilië · 
Bulgarije ·
Chili ·
China ·
Costa Rica ·
Cyprus ·
Denemarken ·
Duitsland ·
Egypte ·
Engeland ·
Estland ·
Faeröer ·
Finland ·
Frankrijk ·
Georgië ·
Ghana ·
Gibraltar ·
Griekenland ·
Hongarije ·
Ierland · 
IJsland ·
Indonesië ·
Iran ·
Israël ·
Italië ·
Ivoorkust ·
Japan ·
Joegoslavië · 
Jordanië ·
Kazachstan ·
Koeweit ·
Kroatië ·
Letland ·
Liechtenstein ·
Litouwen ·
Luxemburg ·
Maleisië ·
Malta ·
Mexico ·
Moldavië ·
Montenegro ·
Nederland ·
Nigeria ·
Noord-Ierland ·
Noord-Macedonië ·
Noorwegen ·
Oekraïne ·
Oezbekistan ·
Oman ·
Oostenrijk ·
Paraguay ·
Polen ·
Portugal ·
Qatar ·
Roemenië ·
San Marino ·
Schotland ·
Senegal ·
Servië en Montenegro ·
Slovenië ·
Slowakije ·
Spanje ·
Tsjechië ·
Tunesië · 
Turkije ·
Verenigde Staten · 
Vietnam ·
Wales ·
Wit-Rusland ·
Zimbabwe ·
Zuid-Korea ·
Zweden ·
Zwitserland
Argentinië (2014) ·
Iran (2014) ·
Nigeria (2014)